# San Cipriano de Monte de Meda
Monte de Meda (llamada oficialmente San Cibrao de Monte de Meda) es una parroquia española del municipio de Guntín, en la provincia de Lugo, Galicia.

## Otras denominaciones
La parroquia también es conocida por el nombre de San Cipriano de Monte de Meda.

## Organización territorial
La parroquia está formada por tres entidades de población:
- A Veiga
- San Cibrao
- Vilar dos Cregos

## Demografía
| Gráfica de evolución demográfica de Monte de Meda entre 2000 y 2020 |
|                                                                     |
| Datos según el nomenclátor publicado por el INE.                    |